# Tamarix kutchensis
Tamarix kutchensis är en tamariskväxtart som beskrevs av B.V. Shetty och R.P. Pandey. Tamarix kutchensis ingår i släktet tamarisker, och familjen tamariskväxter. Inga underarter finns listade.